# Energiekontor
Die Energiekontor AG ist ein Projektentwicklungsunternehmen und Betreiber für Anlagen der Energieversorgung aus erneuerbaren Energiequellen (Wind- und Sonnenenergie) mit Sitz in Bremen. Energiekontor ist in Deutschland, Großbritannien, Frankreich und Portugal und seit 2017 auch in den USA aktiv.

## Leistung und Präsenz

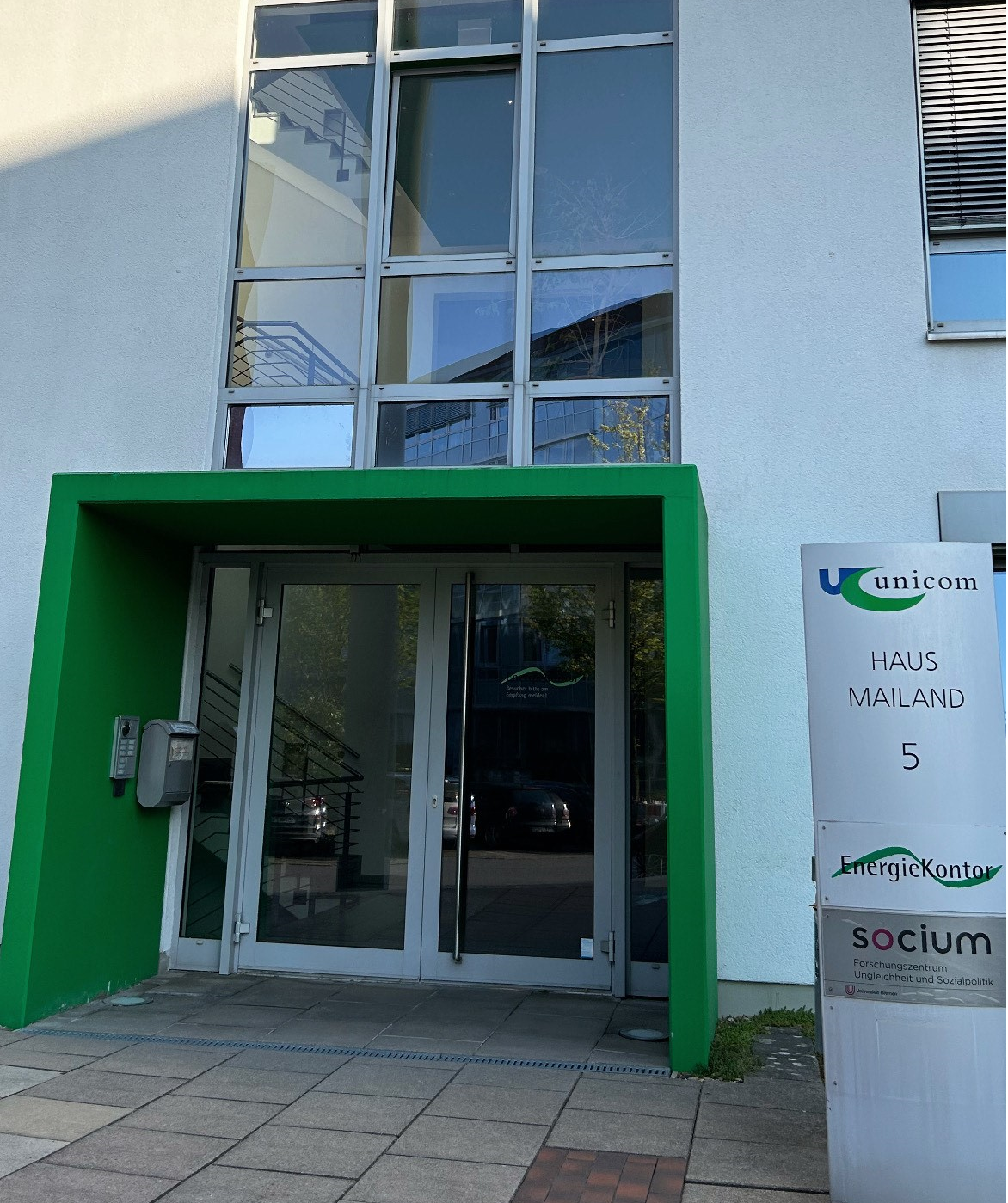
Eingang zum Hauptsitz der Energiekontor AG in Bremen

Seit der Gründung des Unternehmens im Jahr 1990 in Bremerhaven hat Energiekontor bis Ende Juni 2024 mehr als 170 Wind- und Solarparks mit etwa 1,5 Gigawatt Gesamtleistung insbesondere in Deutschland, Großbritannien und Portugal mit einem Gesamtinvestitionsvolumen von rund 2,2 Mrd. Euro projektiert und errichtet.
Insgesamt 39 Wind- und Solarparks mit zusammen rund 444 MW Gesamtleistung befinden sich im Eigentum des Konzerns.
Der Hauptsitz der Firma liegt im Technologiepark neben der Universität Bremen. Energiekontor hat darüber hinaus Büros in Bremerhaven, Hagen im Bremischen, Aachen, Augsburg, Berlin, Berlin-Spandau, Potsdam und Hildesheim. Daneben unterhält das Unternehmen in Rouen und Toulouse (Frankreich), São Domingos de Rana (Portugal), Leeds (England), Edinburgh und Glasgow (Schottland) sowie in Austin/Texas und Rapid City/South Dakota (USA) internationale Tochtergesellschaften.

## Geschichte

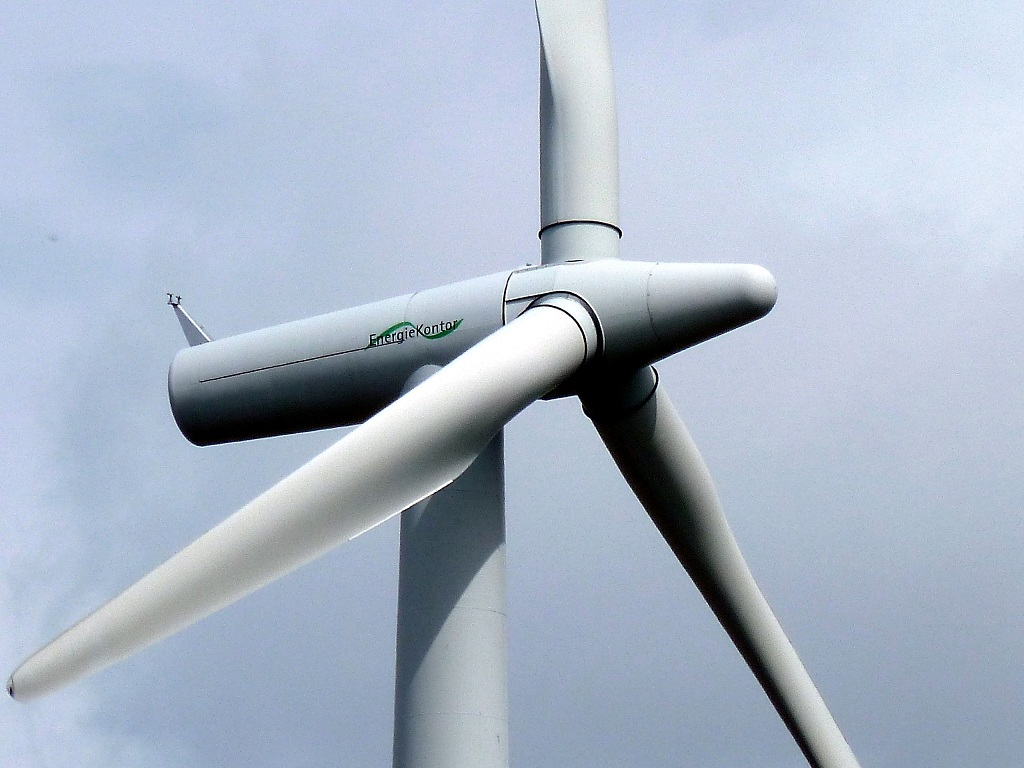
Windkraftanlage der Firma Energiekontor, hergestellt von AN Bonus

Bodo Wilkens und Günter Lammers gründeten die Energiekontor Windkraft GmbH im Jahr 1990 auf der Grundlage des ab 1991 geltenden Stromeinspeisungsgesetzes, einem Vorläufer des Erneuerbare-Energien-Gesetzes. Erste Windparks errichtete das Unternehmen 1994 in Misselwarden und Wremen-Grauwallkanal. 1995 gründete Energiekontor Tochtergesellschaften in Portugal und Griechenland. 1999 erfolgte eine Expansion nach Großbritannien, außerdem wurde die insgesamt 100. Anlage erbaut. Im Jahr 2000 ging das Unternehmen als Energiekontor AG an die Börse und stellte den Antrag für einen Offshore-Standort 50 km nordwestlich der Insel Borkum. Ein Jahr später errichtete Energiekontor seinen ersten Auslands-Windpark in Griechenland (Zarax).
Am 25. Februar 2004 wurde der Bau und Betrieb des Offshore-Windparks Borkum Riffgrund West vom Bundesamt für Seeschifffahrt und Hydrographie (BSH) genehmigt. Im November 2011 verkaufte Energiekontor die Rechte an diesem Projekt an den dänischen Energiekonzern Dong Energy. Das Raumordnungsverfahren für den zweiten Offshore-Standort Nordergründe an der Wesermündung wurde 2003 fertiggestellt und 2007 genehmigt. Energiekontor veräußerte auch dieses Projekt und vollzog damit seinen Rückzug von allen Offshore-Aktivitäten. Käufer war 2013 der Bremer Projektentwickler wpd.
Seit 2010 entwickelt, realisiert, verkauft und betreibt Energiekontor auch Photovoltaik-Freiflächenanlagen. Im Jahr 2019 wurden erstmals sogenannte Power Purchase Agreements (langfristige Stromabnahmeverträge) mit Energiekonzernen in Deutschland geschlossen, unter anderem mit EnBW Energie Baden-Württemberg für einen 85 MW Solarpark in Mecklenburg-Vorpommern sowie 2021 für einen weiteren Park dort mit 52,3 MW.

## Kennzahlen
Jahreszahlen der Energiekontor AG
in Mio. EUR
| Kennziffer           | 2016   | 2017   | 2018   | 2019  | 2020  | 2021  | 2022  | 2023  | 2024  |
| -------------------- | ------ | ------ | ------ | ----- | ----- | ----- | ----- | ----- | ----- |
| Umsatzerlöse         | 201,76 | 149,87 | 110,19 | 63,70 | 146,6 | 156,5 | 187,6 | 241,8 | 126,4 |
| Rohergebnis (EBITDA) | 72,07  | 49,59  | 40,62  | 38,85 | 65,42 | 81,7  | 99,8  | 135,6 | 72,9  |
| EBIT                 | 53,75  | 32,89  | 22,08  | 16,30 | 46,00 | 61,68 | 80,0  | 114,4 | 49,8  |
| Konzernergebnis      | 25,33  | 11,89  | 6,68   | 0,24  | 20,4  | 36,21 | 44,5  | 83,3  | 22,6  |

## Geschäftsmodell und Strategie

### Segment Projektierung und Verkauf (Wind an Land, Solar)
Das Segment Projektierung und Verkauf (Wind an Land, Solar) umfasst die Projektierung von Windparks an Land und Solarparks, die entweder in den Eigenbestand übernommen oder an Dritte veräußert werden. In diesem Geschäftsbereich wird die gesamte Wertschöpfungskette von der Akquisition über die Planung, die Finanzierung und den Bau bzw. das Repowering bis hin zum Verkauf der Anlagen abgebildet.

### Segment Stromerzeugung in konzerneigenen Wind- und Solarparks
Dieses Segment umfasst die Stromerzeugung in konzerneigenen Wind- und Solarparks. Der Ausbau des Bestands an konzerneigenen Wind- und Solarparks ist Kernbestandteil des organischen Wachstumsmodells des Unternehmens. Mit den Einnahmen aus dem Betrieb eigener Wind- und Solarparks deckt das Unternehmen im Wesentlichen alle Kosten im Segment der Projektierung sowie alle laufenden Unternehmenskosten ab.

### Segment Betriebsentwicklung, Innovation und Sonstiges
Sämtliche Leistungen, die nach der Inbetriebnahme der Wind- und Solarparks auf eine Optimierung der operativen Wertschöpfung abzielen, werden im Segment Betriebsentwicklung, Innovation und Sonstiges zusammengefasst. Dazu zählen insbesondere die technische und kaufmännische Betriebsführung der Parks einschließlich der Direktvermarktung des erzeugten Stroms sowie alle Maßnahmen zur Kostensenkung, Lebensdauerverlängerung und Ertragssteigerung von Wind- und Solaranlagen.

## Aktionäre
Seit dem 25. Mai 2000 wird die Energiekontor AG an der Frankfurter Wertpapierbörse und im elektronischen Handelssystem XETRA notiert und kann an allen deutschen Börsenplätzen gehandelt werden. Energiekontor wurde im Jahr 2022 erstmals in den SDAX und im Jahr 2023 in den TecDAX der Deutschen Börse aufgenommen. Bis auf das Geschäftsjahr 2010 wurde regelmäßig eine Dividende ausgeschüttet. Die bisher höchste Dividende lag für das Geschäftsjahr 2023 bei 1,20 Euro je dividendenberechtigter Stückaktie.
Hauptaktionäre der Energiekontor AG sind die Gründer und Aufsichtsratsmitglieder Günter Lammers und Bodo Wilkens. Bis September 2016 hielten sie jeweils rund 35,6 % der Aktien. Im Rahmen einer Privatplatzierung verringerten sie damals ihre Anteile auf jeweils rund 28,6 %.
Ab März 2011 besaß Gernot Blanke, Mitgründer und Vorstand des Windparkprojektierers wpd AG und somit Konkurrent der Energiekontor AG, über die RIBA Verwaltung GmbH und dann über die JB-2 Beteiligungs GmbH knapp 5 % der Aktien. Im April 2016 reduzierte Blanke seinen Anteil auf unter 3 %.
Seit Juli 2017 hielt die in Düsseldorf ansässige Internationale Kapitalanlagegesellschaft mbH (INKA), eine Tochter der HSBC-Bankengruppe mit Hauptsitz in London, mehr als 3 % der Aktien. Im September 2017 stockte die INKA ihren Anteil auf über 5 % auf. Zeitgleich reduzierten die Gründer Bodo Wilkens und Günter Lammers ihre Anteile auf zusammen 51,5 %. Im Juli 2022 wurden als größte Investoren die Union Investment Privatfonds in Luxemburg und die Universal Investment Gesellschaft in Frankfurt am Main mit 5,18 bzw. 4,95 Prozent angegeben.
Die beiden Gründer der Gesellschaft hielten zum 30. Juni 2025 insgesamt mehr als 50 % am Grundkapital der Energiekontor AG. Bodo Wilkens hielt 25,46 % und Günter Lammers 25,41 % der Aktien. Im Juni 2025 wurde die Union Investment Privatfonds in Luxemburg mit 5,18 % Aktienanteil als größter Investor angegeben.
| Anteil | Anteilseigner                    |
| ------ | -------------------------------- |
| 50,9 % | Gründer (B. Wilkens, G. Lammers) |
| 5,2 %  | Union Investment                 |
| 0,3 %  | Eigene Aktien                    |
| 43,7 % | Streubesitz                      |

(Stand 30. Juni 2025)